# Nocna panorama esplanady
Nocna panorama esplanady (ang.) Panorama of the Esplanade at Night – amerykański niemy film dokumentalny.
Nakręcony 5 września 1901 roku, w czasie trwania „Ogólnoamerykańskiej Wystawy w Buffalo” (Pan-American Exposition) miał swoją światową premierę 30 listopada 1901. Czarno-biały obraz był pierwszym obrazem zrealizowanym w nocnym plenerze. Eksponowanie każdej klatki z 82-metrowej taśmy filmowej trwało 10 sekund. Realizatorami przedsięwzięcia byli James H. White (1872-1944) i Edwin S. Porter.